# Ревю (театр)

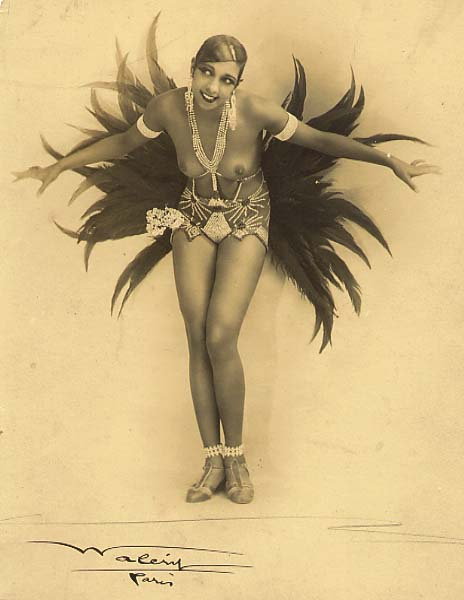
Жозефіна Бейкер, відома художниця ревю, у La Revue des Revues (1927).

Ревю — форма видовищного театру, різновид легковажної театральної вистави, що складається з масштабних танцювальних, пісенних і вар'єте номерів і легковажних жартівливих замальовок-скетчів. Це форма театру та розваг, яка містить поєднання музики та сценок, часто на актуальні теми. Часто вже написані та добре відомі музичні твори з нещодавно написаними текстами. Скетчі крім гумору можуть містити сатиру.
Жанр виник у Франції наприкінці ХІХ ст. У такому французькому ревю останні події в політичному та суспільному житті знову були висвітлені сатиричними піснями та сценками. Уже на цьому етапі його функція полягала в протесті, як це сталося пізніше в Бразилії та Португалії, в даному випадку проти французької державної влади. Характеризується частим зверненням до чуттєвості та соціально-політичної сатири. Зазвичай вистави складаються зі скетчів, які перемежовуються мюзиклами та танцями.
Подібно до інших форм, таких як оперета та мюзикл, ревю об'єднує музику, танець і мистецтво слова у спільній виставі. На відміну від цих інших форм, між діями немає спільної нитки у вигляді спільного сюжету чи теми. Радше є загальна тема як девіз для вільного зв'язку пісень, у якому чергуються сольні виступи та танцювальні ансамблі, об'єднуючи їх внесок (музики, танцю та театру) в глобальну виставу. В невимушеної послідовності номерів окремі виступи чергуються з танцювальними колективами. Це суміш прози, монологів, стендапів, пісні, музики, танцювальних та гумористичних сценок, натхненні дрібними поточними подіями та традиційними еротично-сентиментальними кліше. Загальна тема слугує рамкою для менш обов'язкової послідовності різноманітних питань. 
За межами Франції жанр часто проходив власний розвиток, тому в різних країнах це слово викликає різні асоціації. В англосаксонському світі, наприклад, ревю часто відноситься до гротескного різновиду мюзиклу. У другій половині 20-го століття ревю-театри мали справу з жорсткою конкуренцією з боку, зокрема, телебачення. Через це багатьом довелося закрити двері. Розвиток кінематографа в 1960-1970-х роках і подальша поява телебачення обмежили ревю, але не ліквідували. Театральні ревю досягли свого піку в перші десятиліття 20 століття, перш ніж їх змінила поява звукових фільмів, кіноревю, а з 1950-х років — телевізійні шоу подібного типу. Найбільшої популярності Ревю набув наприкінці тридцятих і в середині п'ятдесятих років. У Франції цей театр спочатку обмежувався описом речей у літературному творі у формі пародії. На зміну літературно-художньому ревю прийшло публіцистичне видання, яке своєчасно озвучувало події Французької революції. Цей вид ревю повністю витіснив бульварні театри Парижа. У 2-ій половині 19 століття на основі цих двох видів «Ревю» в репертуарі французьких комедійних театрів з'явився «річний огляд», в котрому висвітлювались політичні, наукові, літературні та побутові питання. Наприкінці 19 століття ревю стагнує через народження нових жанрів, таких як вар'єте та мюзик-хол.

З різним художнім оформленням, з різними мистецькими напрямками жанр ревю підтримується сьогодні, особливо ви знайдете жанр ревю переважно в традиційних театрах вар'єте, таких як Лідо, Мулен Руж і Фрідріхштадт-Паласт Берлін, а також у шоу Лас-Вегаса. Ревю — популярна форма розваги у формі багатоактного театру. Ці шоу, як правило, стягували високі ціни за квитки, показують яскраву рекламу, а іноді використовують матеріали сексуального характеру. З цієї причини відвідувачі ревю зазвичай походять із кіл із високим доходом і почуваються більш звільненими від правил середнього класу, ніж глядачі водевілів. Як і у випадку з поп-розвагами 19-го століття, ревю часто містять матеріал, взятий із легковажних актуальних тем, відомих постатей і тенденцій, хоча головною привабливістю шоу є відвертий показ тіл актрис.
У найширшому розумінні термін описує публічне представлення та показ певних особистостей або об'єктів з комерційною, розважальною чи пропагандистською метою.

## Часті елементи
- Гумор/сатира: Багато пісень відразу викликають почуття гумору в аудиторії. Але за ревю стоїть і серйозність.
- Музика: у ревю зазвичай є невеликий оркестр, який супроводжує події у формі пісень і танцювальних номерів, а також іншим чином обрамляє виступ.
- Маскування та перевдягання: особливо у зв'язку з сатиричними номерами, вистава може прагнути зробити акторів схожими на відомих людей, наприклад політиків.

## Ревю в інших країнах
Країни Північної Європи мають сильну традицію ревю, яка зародилася ще на початку 19 століття. Ревю присутній в Норвегії, Швеції, у Данії є численні театри-ревю, які працюють з 1930-х років. Ревю відомі у Португалії, Бразилії, Італії,  Англії, Німеччині та США.